# Aristolochia malacophylla
Aristolochia malacophylla là một loài thực vật có hoa trong họ Aristolochiaceae. Loài này được Standl. mô tả khoa học đầu tiên năm 1920.